# Lepeophtheirus chaenichthyis
Lepeophtheirus chaenichthyis is een eenoogkreeftjessoort uit de familie van de Caligidae. De wetenschappelijke naam van de soort is voor het eerst geldig gepubliceerd in 1871 door Cunningham.